# طافية بنطالية

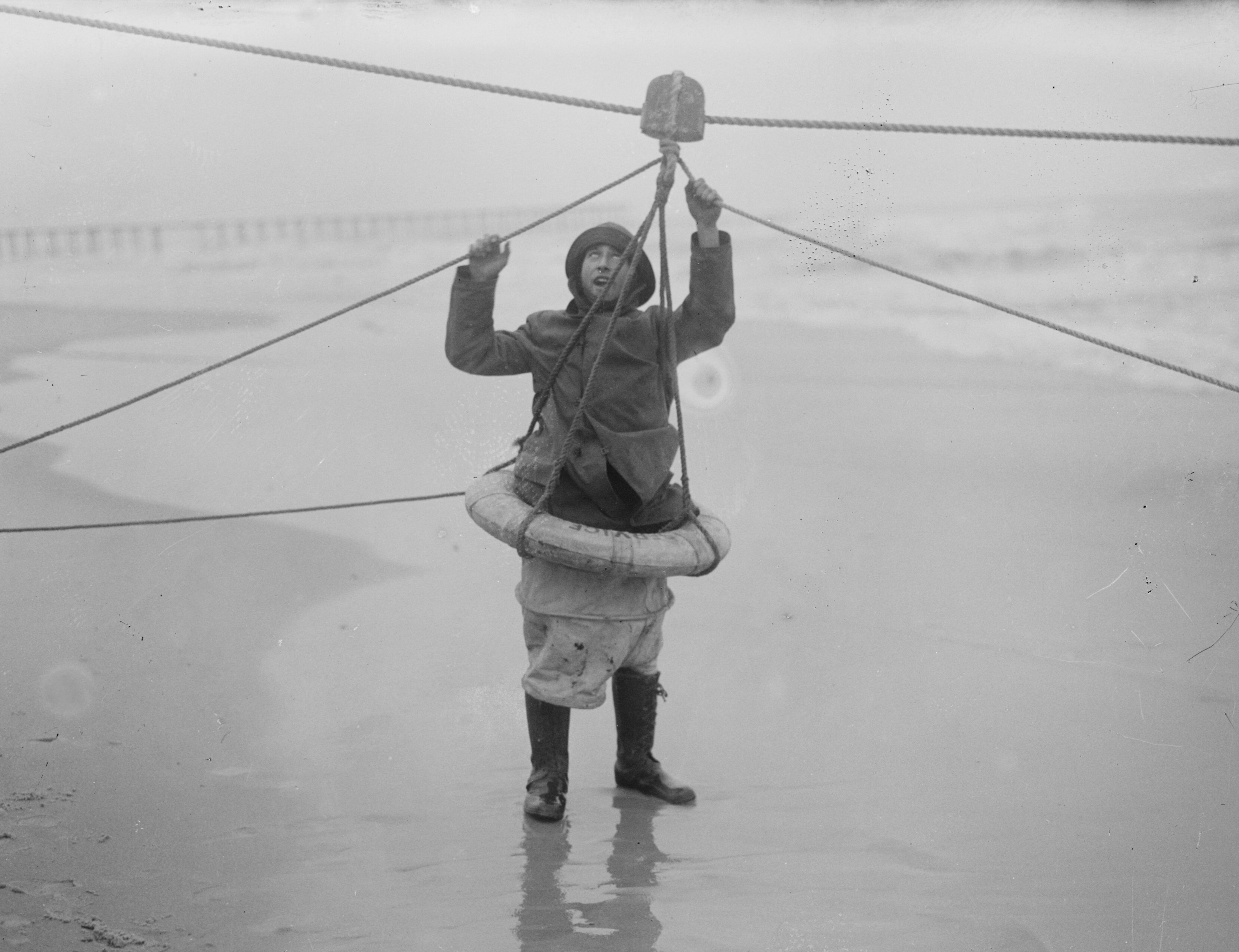
طافية بنطالية أثناء الإنقاذ في 2 يناير 1919.

الطافية البِنْطاليّة هي جهاز إنقاذ قائم على الحبال يستخدم لإخراج الأشخاص من السفن المحطمة، أو لنقل الأشخاص من مكان إلى آخر في حالات الخطر.